# Пуста (Муреш)
Пуста (рум. Pusta) насеље је у Румунији у округу Муреш у општини Шинкај. Oпштина се налази на надморској висини од 363 m.

## Становништво
Према подацима из 2002. године у насељу је живело 158 становника, од којих су сви румунске националности.